# فيروس كورونا الخفافيش RaTG13
فيروس كورونا الخفافيش RaTG13 (بالإنجليزية: Bat coronavirus RaTG13)‏ هو فيروس كورونا بيتا شبيه بالسارس يصيب خفاش حدوة الحصان (بالإنجليزية: Rhinolophus affinis)‏. تم اكتشافه في عام 2013 في فضلات الخفافيش من كهف منجم بالقرب من بلدة تونغقوان في مقاطعة موجيانغ في يونان، الصين. في فبراير 2020، تم تحديده على أنه أقرب قريب معروف (في ذلك الوقت) لـ SARS-CoV-2، وهو الفيروس الذي يسبب COVID-19، ويشترك في تشابه النيوكليوتيدات بنسبة ٪96.1. ومع ذلك، في عام 2022، وجد العلماء ثلاثة علامات تقارب في الخفافيش التي تم العثور عليها على بعد 530 كم جنوبًا، في فوانج، لاوس، المعينة كـ BANAL-52 (96.8٪ تشابه)، BANAL-103 و BANAL-236.